# یواس‌اس اگرت (ای‌ام‌سی-۲۴)
یواس‌اس اگرت (ای‌ام‌سی-۲۴) (به انگلیسی: USS Egret (AMc-24)) یک کشتی بود که طول آن ۹۰ فوت (۲۷ متر) بود.